# Кутар, Рауль
Рауль Кута́р (фр. Raoul Coutard, 16 сентября 1924, Париж — 8 ноября 2016, Лабенн, Франция) — французский кинооператор и режиссёр.

## Биография
Родился в семье сотрудника фармацевтической компании. Успешно сдав вступительные экзамены для обучения по специальности химика, из-за нехватки денег был вынужден отказаться от учёбы и пойти работать в фотолабораторию. В 1945 году записался во Французский экспедиционный корпус и начал службу в Индокитае. После прохождения службы он остался в Индокитае фоторепортёром-фрилансером и публиковался в Radar, Paris Match и Life. Во Вьетнаме познакомился с военным кинооператором Пьером Шёндёрффером, который в 1958 году предложил ему стать оператором фильма «Ущелье дьявола». Кутар никогда не снимал видео и позже рассказывал, что согласился, потому что думал, что его звали делать фотографии съёмочного процесса.
Продюсер «Ущелья дьявола» Жорж де Борегар порекомендовал Кутара режиссёру Жану-Люку Годару для работы над его дебютным фильмом «На последнем дыхании». Работа в этом фильме — съёмка ручной камерой и при естественном освещении, часто длинными планами, имитирующая журналистский репортаж, игра света и тени в чёрно-белом изображении — определила визуальный почерк французской новой волны. В 1960-х был оператором ещё в более чем десятке фильмов Годара. Свою разноплановость, умение работать с цветом и широкоэкранным форматом он продемонстрировал уже в фильме Годара «Безумный Пьеро» (1965). С другим основополагающим режиссёром «новой волны» Франсуа Трюффо Кутар сделал четыре фильма. После «Китаянки» и «Уикенда» (1967) Кутар разошёлся с Годаром: последний, исповедуя крайне левые взгляды, ушёл из мейнстримового кинематографа.
Среди наиболее известных постгодаровских фильмов Кутара — «Дзета» Коста-Гавраса, получивший «Оскар» за лучший фильм на иностранном языке и множество других наград (1969) и «Краб-барабанщик» Шёндёрффера (1977), который принёс Кутару его единственный «Сезар» за лучшую операторскую работу. В 1970 году он дебютировал как режиссёр картиной «Хоа Бинь», удостоенным номинации на «Оскар» за лучший иностранный фильм. В начале 1980-х возобновил свой творческий союз с Годаром для фильмов «Страсть» (1982) и «Имя: Кармен» (1983). В 1990-х оператор работал с Филиппом Гаррелем.

## Избранная фильмография
- На последнем дыхании (1960, Годар)
- Стреляйте в пианиста (1960, Франсуа Трюффо)
- Лола (1960, Жак Деми)
- Женщина есть женщина (1961, Годар)
- Жюль и Джим (1961, Трюффо)
- Хроника одного лета (1961, Жан Руш, документальный)
- Жить своей жизнью (1962, Годар)
- Маленький солдат (1963, Годар, снят в 1960, не пропущен цензурой)
- Карабинеры (1963, Годар)
- Презрение (1963, Годар)
- Посторонние (1964, Годар)
- Нежная кожа (1964, Трюффо)
- Замужняя женщина (1964, Годар)
- 317-й взвод (1965, Пьер Шёндёрфер)
- Альфавиль (1965, Годар)
- Безумный Пьеро (1965, Годар)
- Сделано в США (1966, Годар)
- Две или три вещи, которые я знаю о ней (1967, Годар)
- Китаянка (1967, Годар)
- Уикенд (1967, Годар)
- Моряк с Гибралтара (1967, Тони Ричардсон)
- Невеста была в чёрном (1967, Трюффо)
- Дзета (1969, Коста-Гаврас)
- Признание (1970, Коста-Гаврас)
- Со свободой за спиной (1970, Эдуар Молинаро)
- Самые нежные признания (1971, Молинаро)
- Зануда (1973, Молинаро)
- Краб-барабанщик (Пьер Шёндёрфер), премия Сезар за лучшую операторскую работу)
- Страсть (1982, Годар, главный приз Каннского кинофестиваля за лучшее техническое решение, номинация на Сезар за лучшую операторскую работу)
- Имя: Кармен (1984, Годар, приз Венецианского кинофестиваля за лучшее техническое решение)
- Шлюха (1984, Кристина Паскаль)
- Макс, моя любовь (1986, Нагиса Осима)
- Коровьи шкуры (1988, Патрисия Мазюи)
- Не будите спящего полицейского (1988)
- Рождение любви (1993, Филипп Гаррель)
- Сердце-призрак (1996, Гаррель)
- Дикая невинность (2001, Гаррель)